# Spikelspade
Spikelspade (ook geschreven als Spiekelspade) is een voormalig gehucht in de gemeente Hechtel-Eksel in de Belgische provincie Limburg. Het lag ten zuidwesten van Hechtel.

## Geschiedenis

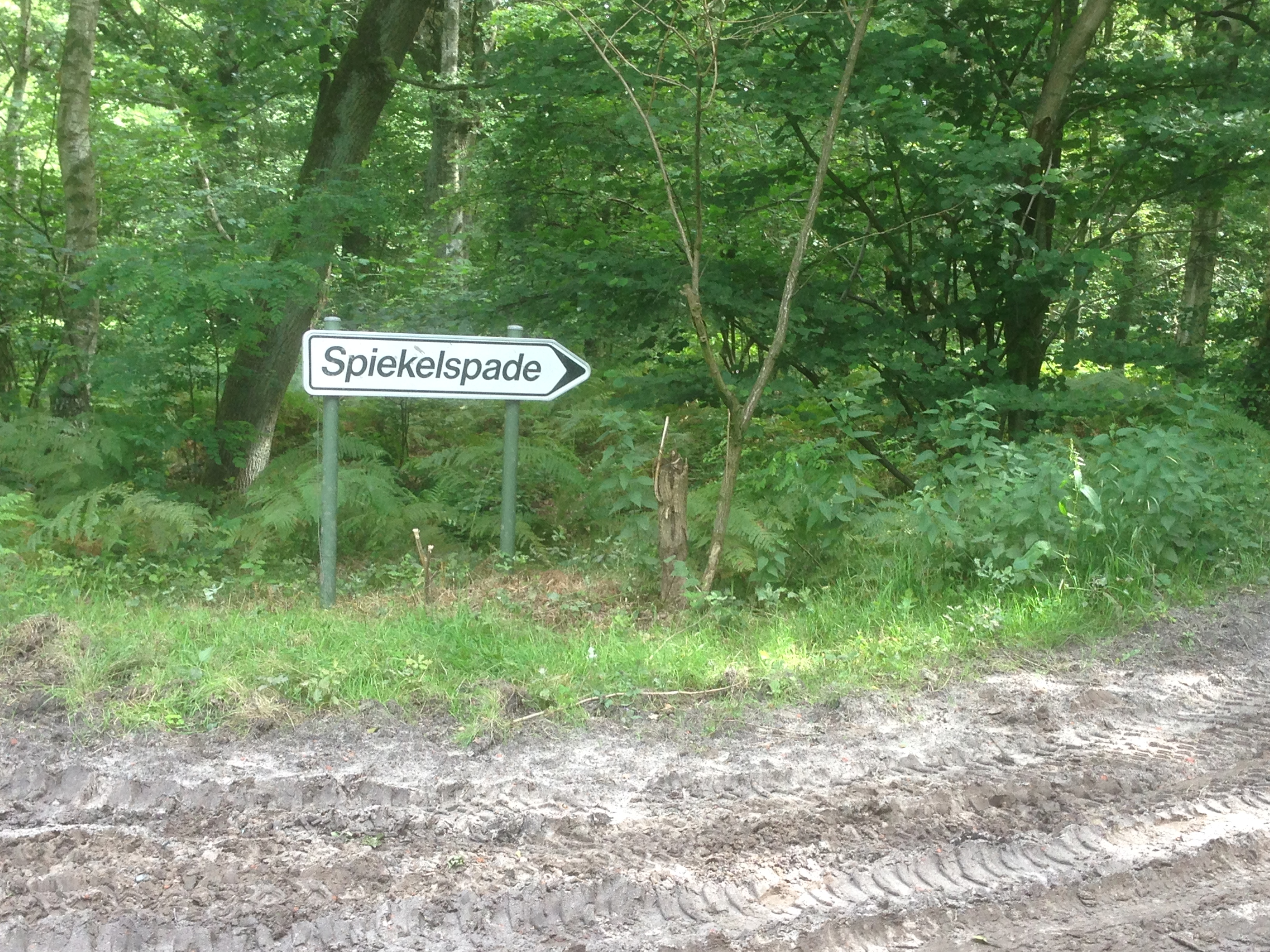
Wegwijzer op het militair domein

De naam is waarschijnlijk een verkleinwoord van spijk: een met zand, zoden en rijshout opgeworpen dijk door moerassig gebied, om er een begaanbaar pad over aan te leggen. In een document uit 1160 is er sprake van de hoeve De Briel te Spikelspade, die toen aan de Abdij van Averbode werd overgedragen. De abdij had hier ook het jachtrecht en het recht om turf te steken en leem, voor de fabricage van baksteen.
Spikelspade is vaak het toneel van strijd geweest die in de 15e eeuw tussen de abt van Averbode en de prins-bisschop van Luik plaatsvond. Zo was het prins-bisschop Jan van Beieren die de twee boerderijen te Spikelspade, benevens de kapel, in 1410 platbrandde, en ook zijn opvolger Jan van Wallenrode liet zich in deze niet onbetuigd. In 1486 was het Willem I van der Marck Lumey die hoeven in brand stak. Tijdens de Spaanse Successieoorlog waren Franse troepen in de hoeven gelegerd, en nu waren het de Engelse troepen onder aanvoering van de hertog van Marlborough die de Fransen verdreven en de boerderijen verwoestten.
Op de Ferrariskaart uit de jaren 1770 is de plaats weergegeven als het gehucht Spipelpaede
Omstreeks 1790 werden de goederen van de abdij verbeurd verklaard en verkocht.
Op 20 mei 1966 dwong de Belgische Staat om het domein Spikelspade af te staan voor militaire doeleinden. De boerderijen waren reeds in 1965 gesloopt en Spikelspade werd een militair domein, aansluitend aan het Kamp van Beverlo. Dit domein is niet toegankelijk, maar er loopt een openbaar fietspad doorheen in westelijke richting.

## Merkwaardigheden
- Op het militair domein staat de zogeheten dikke eik, een zomereik van 20 m hoogte en bijna 400 jaar oud.
- De likeurstokerij van Gebroeders Scheelen te Hechtel fabriceerde en verkocht het Elixir de Spikelspade. De fabriek bestaat nog steeds en het drankje is nog steeds te koop.
- De huislook-cultivar Sempervivum "Spikelspade" werd in 1995 naar het voormalige gehucht vernoemd.

## Externe bron
- Geschiedenis van Hechtel